# Croutelle
Croutelle település Franciaországban, Vienne megyében. Lakosainak száma 937 fő (2022. január 1.). Croutelle Fontaine-le-Comte, Ligugé és Poitiers községekkel határos.

## Népesség
A település népességének változása:
| Lakosok száma | 823  | 816  | 835  | 851  | 864  | 865  | 889  | 913  | 937  |
|               | 2013 | 2015 | 2016 | 2017 | 2018 | 2019 | 2020 | 2021 | 2022 |